# 遠藤克弥
遠藤 克弥（えんどう かつや、1951年 - ）は、日本の教育学者、東京国際大学教授。全国大学実務教育協会常任理事。

## 略歴
慶應義塾大学大学院社会学研究科教育学専攻修士課程修了。シアトル大学教育学部大学院修士課程修了。国際基督教大学教育学専攻博士課程満期退学。1992年東京国際大学教養部専任講師、助教授、国際関係学部教授。副学長を務めた。

## 著書
- 『いま家庭教育を考える 親と子の生涯学習』川島書店 1992
- 『国際化理解と教育 新しい国際理解論の構築をめざして』川島書店 1998
- 『多文化国家米国の高等教育への挑戦』勉誠出版 智慧の海叢書 2004
- 『教育の挑戦 多文化化・国際化』勉誠出版 2008

### 共編著
- 『共にまなぶ道徳教育 その原理と展開』村井実共編著 川島書店 1990
- 『最新アメリカの生涯学習 その現状と取組み』編著 川島書店 1999
- 『新教育事典』監修 鈴木孝光,田部井潤,佐藤尚子,田中治彦共編 勉誠出版 2002
- 『現代国際ボランティア教育論』編 勉誠出版 2004
- 『道徳教育をまなぶ 21世紀を生きる子どもたちのために』田部井潤共編著 川島書店 2005
- 『地域教育論 生涯学習から社会教育へ』編著 栗原保,飯嶋香織共著 川島書店 2011

### 翻訳
- デビッド・W.ブレネマン,ブライアン・パッサー,サラ・E.ターナー編著『ビジネスとしての高等教育 営利大学の勃興』田部井潤監訳 渡部晃正,栗栖淳共訳 出版研 2011

## 論文
- Cinii